# USS Walke (DD-416)
USS Walke (DD-416) là một tàu khu trục lớp Sims được Hải quân Hoa Kỳ chế tạo ngay trước Chiến tranh Thế giới thứ hai; nó là chiếc tàu chiến thứ hai của Hải quân Hoa Kỳ được đặt tên theo Chuẩn đô đốc Henry A. Walke (1809–1896), người tham gia cuộc Chiến tranh Mexico-Hoa Kỳ và cuộc Nội chiến Hoa Kỳ. Walke đã hoạt động tại Mặt trận Thái Bình Dương trong Thế Chiến II cho đến khi bị đánh chìm trong trận Hải chiến Guadalcanal vào ngày 15 tháng 11 năm 1942.

## Thiết kế và chế tạo
Mustin Walke được đặt lườn tại Xưởng hải quân Boston ở Boston, Massachusetts vào ngày 31 tháng 5 năm 1938. Nó được hạ thủy vào ngày 20 tháng 10 năm 1939; được đỡ đầu bởi bà Clarence Dillon, cháu gái Chuẩn đô đốc Walke; và nhập biên chế cùng Hải quân Mỹ vào ngày 27 tháng 4 năm 1940.

## Lịch sử hoạt động

### Trước chiến tranh
Sau khi được trang bị và chạy thử máy, Walke nhận đầu đạn ngư lôi tại Căn cứ Ngư lôi Hải quân ở Newport, Rhode Island vào ngày 25 tháng 6, và lên đường đi Norfolk, Virginia vào ngày hôm sau. Nó đi đến Norfolk vào ngày 27 tháng 6, đón lên tàu một phân đội Thủy quân Lục chiến để vận chuyển đến chiếc tàu tuần dương hạng nặng Wichita, lúc đó đang hoạt động tại vùng biển Nam Đại Tây Dương. Cuối ngày hôm đó, nó cùng tàu chị em Wainwright khởi hành đi Cuba. Sau khi được tiếp nhiên liệu tại Guantánamo vào ngày 4 tháng 7, nó lại lên đường lúc 06 giờ 58 phút ngày 6 tháng 7 cùng với Wainwright để đi Rio de Janeiro, Brazil. Trên đường đi, các tàu khu trục chuyển hướng đến cửa sông Surinam, nơi Walke đón lên tàu một bệnh nhân viêm ruột thừa của Wainwright để chuyển đến Paramaribo để được chăm sóc y tế. Sau khi bàn giao bệnh nhân, một binh nhì Thủy quân Lục chiến, nó tiếp tục hành trình đến Pará, Brazil, nơi chúng được tiếp nhiên liệu trước khi đi đến Rio de Janeiro.
Walke và Wainwright đi đến Rio vào ngày 19 tháng 7, nơi Walke chuyển các hành khách Thủy quân Lục chiến của nó, một nửa phân đội được phối thuộc cho chiếc tàu tuần dương hạng nặng, sang Wichita; trong khi Wainwright làm việc tương tự đối với tàu tuần dương hạng nặng Quincy. Do mối quan hệ quốc tế phức tạp tại khu vực này, hai chiếc tàu tuần dương ở lại vùng biển Nam Mỹ biểu dương lực lượng, biểu thị mối quan tâm lớn về quyền lợi của Hoa Kỳ đối với những nước láng giềng tốt phía Nam. Cùng với con tàu chị em, Walke viếng thăm Rio Grande do Sul, Brazil; Buenos Aires, Argentina; Santos và Bahia, Brazil, rồi quay trở lại Buenos Aires trước khi gặp gỡ Quincy và Wichita vào ngày 15 tháng 8. Nó nhận thư tín, hàng hóa và nhân sự từ Wichita trước khi lên đường quay về nhà, đi ngang qua Bahia và vịnh Guantánamo trước khi về đến Xưởng hải quân Boston vào sáng ngày 4 tháng 9.
Walke được sửa chữa sau chạy thử máy cho đến hết tháng 10, trước khi nó gia nhập Hạm đội Hoa Kỳ như một đơn vị thuộc Đội khu trục 4, Hải đội Khu trục 2 thuộc Lực lượng Tuần tra. Đến giữa tháng 11, nó phục vụ cho việc thử nghiệm khử từ dưới sự bảo trợ của Phòng thí nghiệm Vũ khí Hải quân tại đảo Solomons, Maryland. Quay trở về Norfolk sau khi hoàn tất thử nghiệm, nó lên đường đi xuống phía Nam vào ngày 2 tháng 12, một lần nữa đi đến vịnh Guantánamo.
Walke bắt đầu hoạt động tích cực từ mùa Xuân năm 1940, khi Đức Quốc xã thể hiện sức mạnh quân sự hùng mạnh của họ tại Na Uy và các nước vùng trũng Tây Âu, biến cuộc Chiến tranh Giả vờ thành chiến tranh chớp nhoáng blitzkrieg, càn quét qua suốt miền Bắc nước Pháp, đẩy quân đội Anh ra khỏi lục địa châu Âu và loại Pháp khỏi chiến tranh. Việc thành lập chính phủ mới Vichy Pháp với xu hướng thân Đức tạo ra mối lo ngại cho khối Đồng Minh và các nước trung lập rằng các tàu chiến Pháp sẽ có thể lọt vào tay Đức. Walke được giao nhiệm vụ ngăn ngừa điều này không xảy ra.
Sau khi được tiếp nhiên liệu tại San Juan vào ngày 6 tháng 12, Walke khởi hành vào xế trưa hôm sau để tuần tra tại vùng biển Caribe cùng với O'Brien. Gặp gỡ Moffett và Sims ngoài khơi Fort-de-France, Martinique, Walke và O’Brien tuần tra các lối tiếp cận cảng này, canh chừng hoạt động của các tàu chiến thuộc phe Vichy tại đây, bao gồm tàu sân bay Béarn, cho đến ngày 14 tháng 12. Chiếc tàu khu trục sau đó viếng thăm tại Castries, Tây Ấn vào ngày 15 tháng 12, rồi đón lên tàu Trung tá Hải quân Lyman K. Swenson, Tư lệnh đội khu trục 17, vốn đặt cờ hiệu của mình bên trên Walke
Walke đi đến vịnh Guantánamo vào ngày 19 tháng 12 năm 1940 và ở lại đây cho đến đầu năm mới 1941, neo đậu cặp theo chiếc Prairie để được bảo trì. Trong những tuần lễ tiếp theo sau, nó hoạt động tại khu vực vịnh Guantánamo -Gonaïves, Haiti, tiến hành tập trận và thực hành ngư lôi, huấn luyện cùng các tàu chiến khác tại khu vực. Nó được chuyển đến Fajardo, Puerto Rico và hoạt động từ đây cho đến giữa tháng 3. Nó đi lên phía Bắc, đi đến Charleston, South Carolina vào ngày 20 tháng 3 cho một đợt nâng cấp và bảo trì kéo dài cho đến tháng 5. Nó viếng thăm Norfolk một thời gian ngắn từ ngày 10 đến ngày 13 tháng 5 trước khi đi đến Newport, cảng nhà mới của nó vào ngày hôm sau.
Walke sau đó tuần tra ngoài khơi bờ biển Đại Tây Dương giữa Norfolk và Newport cho đến tháng 6 năm 1941 khi phạm vi Tuần tra Trung lập của Hạm đội Đại Tây Dương dần được mở rộng về phía Đông, gần hơn đến khu vực chiến sự. Nó khởi hành từ Newport vào ngày 27 tháng 7 hộ tống một đoàn tàu đi Iceland, đi đến Reykjavík vào ngày 6 tháng 8, và quay trở về Norfolk ngay ngày hôm đó sau khi bàn giao đoàn tàu an toàn. Sau các hoạt động tại chỗ ở khu vực Newport-Boston, nó trở lên vùng biển phía Bắc vào giữa tháng 9, đi đến Hvalfjörður vào ngày 14 tháng 9, và hoạt động tại vùng biển Iceland cho đến cuối tháng 9. Nó đi đến Argentia, Newfoundland vào ngày 11 tháng 10 trên đường đi Casco Bay, Maine.

### Thế Chiến II
Walke được đại tu tại Xưởng hải quân Boston từ ngày 25 tháng 11, và hoàn tất vào đúng ngày 7 tháng 12 năm 1941, "ngày ô nhục" khi Nhật Bản bất ngờ tấn công Trân Châu Cảng đẩy Hoa Kỳ bước vào chiến tranh tại Thái Bình Dương. Rời xưởng tàu ngay ngày hôm đó, nó đi đến Norfolk vào ngày 12 tháng 12 ngang qua vịnh Casco, và ở lại đây cho đến ngày 16 tháng 12, khi nó lên đường băng qua kênh đào Panama để đi sang khu vực Thái Bình Dương, đi đến San Diego, California, vào ngày 30 tháng 12.
Walke khởi hành cùng với Lực lượng Đặc nhiệm 17 mới được thành lập vào ngày 6 tháng 1 năm 1942 để đi đến khu vực Nam Thái Bình Dương, hộ tống cho tàu sân bay Yorktown khi nó hỗ trợ hoạt động tăng cường lực lượng Thủy quân Lục chiến đồn trú tại Samoa. Đoàn tàu cuối cùng đi đến Tutuila vào ngày 24 tháng 1. Tuy nhiên, Lực lượng Đặc nhiệm 17 được giữ lại vùng biển Samoa chỉ một thời gian ngắn, khi họ lên đường đi đến khu vực các quần đảo Marshall và Gilbert tung ra cuộc ném bom tấn công nhắm vào đối phương, chỉ tám tuần sau vụ ném bom Trân Châu Cảng.
Walke đã phục vụ hộ tống chống tàu ngầm và canh phòng máy bay cho Yorktown khi chiếc tàu sân bay tung các cuộc không kích xuống các đảo san hô Jaluit, Makin và Mili. Cho dù được Đô đốc Chester Nimitz, Tổng tư lệnh Hạm đội Thái Bình Dương đánh giá cuộc tấn công được "ngụy trang khéo léo, vạch kế hoạch tốt và tiến hành xuất sắc", những hư hại mà chúng thực sự gây ra không lớn như báo cáo, và ngoại trừ sự khích lệ tinh thần cho phía Hoa Kỳ, cuộc tấn công không ảnh hưởng gì cho phía Nhật Bản. Dù sao hạm đội Hoa Kỳ cuối cùng cũng đưa chiến tranh sang phía đối phương. Quay trở về vùng biển Hawaii vào ngày 7 tháng 2, Walke tiến hành huấn luyện tại khu vực Hawaii cho đến ngày 27 tháng 2, khi nó lên đường đi quần đảo Ellice; rồi sau đó thực hành cùng Lực lượng Đặc nhiệm 17 ngoài khơi New Caledonia vào đầu tháng 3, trước khi lại lên đường hộ tống cho Yorktown đi đến khu vực New Guinea, trong thành phần được tập trung nhằm đối phó sự bành trướng của quân Nhật tại khu vực này.
Vào lúc đó, việc tiến quân của đối phương về phía Nam đến khu vực New Guinea-New Britain đã đạt được những kết quả đáng kể, qua việc chiếm được Rabaul và Gasmata, New Britain; Kavieng, New Ireland; và các địa điểm tại Bougainville thuộc quần đảo Solomon và trên quần đảo Louisiade. Đến cuối tháng 2, dấu hiệu cho thấy quân Nhật sẽ mở một cuộc tấn công mới vào đầu tháng 3; vì vậy các lực lượng đặc nhiệm 11 và 17 được tập trung về khu vực này. Người chịu trách nhiệm chung về chiến dịch, Phó đô đốc Wilson Brown, thoạt tiên chọn Rabaul và Gasmata ở New Britain và Kavieng thuộc New Ireland như những mục tiêu để tấn công. Walke sau đó hộ tống cho Yorktown khi chiếc tàu sân bay tung ra cuộc không kích xuống Tulagi thuộc Solomon vào ngày 4 tháng 3, rồi tách khỏi chiếc tàu sân bay để đi cùng Lực lượng Hỗ trợ, bao gồm HMAS Australia, HMAS Hobart, Farragut và Perkins, để bảo vệ lối ra phía Nam của eo biển Jomard.
Xế trưa ngày 7 tháng 3, máy bay ném bom bổ nhào Aichi D3A Val của Nhật Bản tấn công đội hình, nhưng hỏa lực phòng không dày đặc của các tàu chiến buộc chúng phải rút lui mà không gây được tổn thất nào. Một giờ sau, máy bay ném bom hai động cơ Nhật Bản lại xuất hiện, bắt đầu một đợt tấn công bằng ngư lôi. Một lần nữa hỏa lực phòng không của Walke và các tàu khu trục khác lại có hiệu quả, bắn rơi năm máy bay đối phương mà không có quả ngư lôi nào trúng các tàu Đồng Minh. Sau đó, 19 máy bay ném bom tầm cao lại xuất hiện, thả những chuỗi bom nổ vô hại xuống nước cách xa những con tàu. Hỏa lực phòng không không mấy hiệu quả do độ cao mà những chiếc máy bay duy trì. Tuy nhiên, nhóm cuối cùng này rõ ràng là những máy bay Hoa Kỳ. Tư lệnh của lực lượng Chuẩn đô đốc Australia John Gregory Crace, cho rằng đó là những chiếc B-26 Marauder; trong khi chỉ huy của Walke, Trung tá Hải quân Thomas E. Fraser, sau này báo cáo là những chiếc B-17 Flying Fortress bốn động cơ. Dù sao các hoa tiêu ném bom cũng làm việc không chính xác.
Cũng trong ngày 7 tháng 3, tình báo Đồng Minh phát hiện một lực lượng tàu nổi Nhật Bản, bao gồm các tàu vận chuyển, thả neo ngoài khơi Buna, Papua New Guinea; sang ngày hôm sau, binh lính Nhật đổ bộ lên bờ tại Lae và Salamaua, New Guinea, bình định các địa điểm này vào giữa trưa. Ba ngày sau, các tàu sân bay Yorktown và Lexington tung ra cuộc không kích xuống các đầu cầu mới được thiết lập ở Lae và Salamaua, khiến đối phương hoàn toàn bất ngờ. Máy bay từ các tàu sân bay đã vượt một chặng đường dài và bên trên dãy núi Owen Stanley, gây hư hại cho tàu bè, xuồng đổ bộ và các căn cứ trên bờ trước khi rút lui. Walke tiếp tục ở lại cùng lực lượng đặc nhiệm Yorktown cho đến tháng 4. Được cho tách ra để hộ tống Ramsay và Sumner, nó đi đến Suva tại Fiji vào ngày 19 tháng 4, trước khi lên đường vào ngày hôm sau hướng đến quần đảo Tonga. Đi đến Tongatapu vào ngày 22 tháng 4, nó được tiếp nhiên liệu từ tàu chở dầu Kaskaskia trước khi được sửa chữa nồi hơi và nạp mìn sâu trước khi gia nhập trở lại Lực lượng Đặc nhiệm 17.
Được tách khỏi lực lượng do bị hư hại hộp số giảm tốc của turbine mạn phải, Walke quay trở về Australia để sửa chữa, đi đến Brisbane vào ngày 12 tháng 5, và sau khi hoàn tất vào ngày 29 tháng 5, nó chạy thử máy tại sông Brisbane trước khi lên đường quay trở lại New Caledonia vào ngày 9 tháng 6. Đi đến Nouméa vào ngày 13 tháng 6, Walke được tiếp nhiên liệu trước khi tiếp tục hành trình, đi ngang qua Tongatapu để đến Pago Pago, Samoa. Được phân về Đội đặc nhiệm 12.1, chiếc tàu khu trục lên đường vào ngày 26 tháng 6 để đi Bora Bora thuộc quần đảo Society. Khi Đội đặc nhiệm 12.1 được giải tán vào ngày 11 tháng 7, nó trình diện để phục vụ cùng Tư lệnh Đội đặc nhiệm 6.7, vị chỉ huy chiếc Castor. Nó sau đó hộ tống cho Castor đi San Francisco, California, đến nơi vào ngày 2 tháng 8.
Vào ngày 7 tháng 8, trong khi Walke còn đang được sửa chữa và cải biến tại Xưởng hải quân Mare Island, Hải quân Hoa Kỳ giành lại thế chủ động trong chiến tranh từ phía Nhật Bản khi cho đổ bộ binh lính Thủy quân Lục chiến lên Guadalcanal thuộc quần đảo Solomon. Trong những tháng tiếp theo, lực lượng của hai phía đụng độ căng thẳng nhằm chiếm quyền kiểm soát chuỗi hòn đảo này; sự đối đầu phát triển thành cuộc chạy đua tiếp liệu khi cả hai bên cố gắng phá hỏng nỗ lực của đối phương nhằm tăng viện và tiếp liệu cho lực lượng chiến đấu tại Guadalcanal, và huy động mọi nguồn lực để tăng cường cho chính mình. Hoạt động tương lai của Walke gắn liền với cuộc đụng độ không ngừng nghỉ cả ngày và đêm tại eo biển New Georgia, vùng biển chiến lược trải dài giữa hai chuỗi quần đảo vốn hình thành nên quần đảo Solomon và dẫn đến Guadalcanal.
Hoàn tất công việc trong xưởng tàu vào ngày 25 tháng 8, Walke chạy thử máy trong vịnh San Francisco trước khi nhận mệnh lệnh trong ngày hôm đó đi đến San Pedro, California để gặp gỡ tàu chở dầu Kankakee, nhằm hộ tống tống nó khởi hành từ vùng bờ Tây, đi ngang qua Nouméa, New Caledonia để đến Tongatapu, đến nơi vào ngày 9 tháng 9. Chiếc tàu khu trục sau đó hộ tống một đoàn tàu bao gồm Kankakee, Navajo và Arctic từ đi Tongatapu đến Nouméa, nơi nó chuẩn bị để hoạt động tại khu vực quần đảo Solomon.

#### Trận hải chiến Guadalcanal
Lúc hoàng hôn ngày 13 tháng 11, một ngày sau khi trận Hải chiến Guadalcanal bắt đầu, Walke khởi hành cùng Lực lượng Đặc nhiệm 64, vốn được hình thành chung quanh các thiết giáp hạm Washington và South Dakota, và ngoài Walke còn được hộ tống bởi Preston, Gwin và Benham. Đến trưa ngày 14 tháng 11, lực lượng đi đến một điểm cách 50 nmi (90 km) về phía Tây Nam Gudalcanal. Bị đối phương phát hiện và báo cáo họ như một thiết giáp hạm, một tàu tuần dương và bốn tàu khu trục, lực lượng trải qua phần lớn ngày 14 tháng 11 lẩn tránh tiếp xúc với máy bay đối phương. Từ những thông tin tình báo có được lúc khởi hành, Tư lệnh của lực lượng, Chuẩn đô đốc Willis A. Lee, biết được sự hiện diện của ba lực lượng tàu nổi đối phương tại khu vực, trong đó một nhóm được hình thành chung quanh ít nhất hai thiết giáp hạm.
Di chuyển trong hoàn cảnh biển lặng và triển khai đội hình hàng dọc với Walke dẫn đầu, các tàu chiến Hoa Kỳ tiếp cận đối phương theo một lộ trình hướng lên phía Bắc, cách 9 hải lý (17 km) về phía Tây Guadalcanal. Họ thu được những liên lạc âm thoại bằng tiếng Nhật của đối phương qua sóng vô tuyến, trong khi các bộ radar từ các con tàu canh chừng tín hiệu đối phương trong màn đêm. Lúc 00 giờ 06 phút ngày 15 tháng 11, Washington nhận được báo cáo về sự hiện diện của ba tàu đối phương đang vòng qua mũi phía Bắc đảo Savo để hướng về phía Tây; hầu như ngay lúc đó radar của soái hạm cũng thấy được hai tàu đối phương cùng vị trí đó.
Mười phút sau, Washington khai hỏa với các khẩu pháo 16 inch (406 mm) và chỉ vài giây sau South Dakota cũng tiếp nối. Walke nổ súng lúc 00 giờ 26 phút, duy trì một hỏa lực liên tục nhắm vào một mục tiêu có thể là tàu tuần dương Nhật Nagara. Sau khi ngừng bắn trong vài phút, nó lại khai hỏa nhắm vào một tàu khu trục Nhật ở cách 7.500 thước Anh (6.900 m) bên mạn phải, có thể là Ayanami hoặc Uranami.

#### Bị đánh chìm
Đạn pháo đối phương bắn trúng Walke hai lần; sau đó một quả ngư lôi "Long Lance" đánh trúng vào mạn phải nó ở một điểm ngay dưới bệ tháp pháo 52. Hầu như ngay lúc đó, các loạt đạn pháo của Nagara, Ayanami và Uranami đã đánh trúng phòng vô tuyến, cột ăn-ten trước, cạnh bệ tháp pháo 53 và sàn sau con tàu. Ngư lôi cũng đánh trúng làm nổ tung mũi tàu, và đám cháy phát ra khi hầm đạn 20 mm phía trước nổ tung. Với tình hình hoàn toàn vô vọng, Hạm trưởng của Walke, Trung tá Hải quân Thomas E. Fraser, ra lệnh bỏ tàu. Do con tàu bị đắm nhanh chóng từ phần mũi, chỉ có hai chiếc bè cứu sinh được thả xuống; những chiếc khác đã bị hỏng không thể sử dụng. Sau khi các quả mìn sâu được cài chốt an toàn, thủy thủ thoát qua mạn tàu trong khi con tàu nhanh chóng biến mất xuống làn nước.
Trong khi Washington đấu pháo tay đôi với thiết giáp hạm Kirishima và các con tàu nhỏ khác, nó băng ngang qua vùng biển đầy mảnh vỡ xác tàu đắm, và trong một chốc đã nhận ra số phận của Walke và cũng là của Preston, vốn bị đắm do hỏa lực đạn pháo đối phương. Lúc 00 giờ 41 phút, ngay trước khi Walke bị đắm, bè cứu sinh từ chiếc thiết giáp hạm được ném xuống biển để giúp những người sống sót. Cho dù các quả mìn sâu đã được cài sang chế độ "an toàn", một số quả vẫn bị kích nổ dưới nước, làm thiệt mạng một số người đang bơi dưới nước và làm bị thương nặng những người khác. Trong khi trận chiến vẫn tiếp diễn, những người sống sót đặt những người bị thương nặng nhất trên bè. Họ lúc này bao gồm hai nhóm: một số bám vào phần mũi của con tàu lúc này vẫn còn nổi được, và nhóm kia tập trung quanh hai chiếc bè cứu sinh. Hai lần trong đêm, họ bị những tàu chiến đối phương chiếu sáng, nhưng không bị can thiệp gì trước khi đối thủ tắt đèn và bỏ đi.
Đến bình minh, những người còn sống sót của Walke và Preston chứng kiến số phận của bốn tàu vận chuyển bị mắc cạn trong đêm. Sau khi bị máy bay của Lục quân, Thủy quân Lục chiến và Hải quân, bao gồm máy bay từ tàu sân bay Enterprise, ném bom và bắn phá, bốn con tàu được "phát súng ân huệ" từ tàu khu trục Meade vào sáng hôm đó, trước khi Meade đổi hướng và cứu vớt những người sống sót của Walke và Preston. Meade vớt được 151 người sống sót từ Walke, nhưng sáu người trong số đó từ trần sau khi được chuyển đến Tulagi. Sáu sĩ quan, bao gồm Trung tá Frazer, và 76 người khác đã tử trận trong trận chiến ác liệt ngoài khơi đảo Savo.
Tên của Walke được cho rút khỏi danh sách Đăng bạ Hải quân vào ngày 13 tháng 1 năm 1943.

## Phần thưởng
Walke được tặng thưởng ba Ngôi sao Chiến trận do thành tích phục vụ trong Thế Chiến II.